# Доходный дом купцов Черепенниковых
Доходный дом купцов Черепенниковых — памятник архитектуры. Расположен в Санкт-Петербурге, современный адрес дома — Литейный проспект, 11.
Здание было построено по проекту Э. Я. Шмидта в 1873 году и изначально было четырёхэтажным. Часть здания была отведена под лавки — как владельца, торговца овощами Василия Ивановича Черепенникова, так, позднее, и других торговцев. В этом доме в 1899—1903 годах жил Сергей Павлович Бобровский (1875 — ?) — военный инженер, мостостроитель, педагог.
Во время Великой Отечественной войны здание было разрушено и восстановлено в 1947 году по проекту В. А. Матвеева и А. А. Лейман, при этом был изменён фасад, надстроен пятый этаж, но сохранены старые фундаменты и планировка квартир в уцелевшей части дома. В восстановлении здания участвовал каменщик Куликов, обладатель Государственной премии за скоростной метод кладки.